# Флаг Федеральной таможенной службы
Флаг, эмблема и вымпел Федеральной таможенной службы (ФТС России), до 2004 года — Государственного таможенного комитета Российской Федерации (ГТК России) — являются официальными символами, указывающими на принадлежность к таможенным органам России.

## Флаг
Описание флага

Флаг таможенных органов Российской Федерации представляет собой полотнище ярко-зелёного цвета с белым диагональным крестом.
Отношение ширины флага к его длине — 1:1,5, ширины белой полосы к ширине флага — 1:7.

Указом Президента России от 16 июля 2019 года № 335 было утверждено новое описание флага:

Флаг Федеральной таможенной службы представляет собой зелёное прямоугольное полотнище, на всю площадь которого наложен белый диагональный крест.
Отношение ширины флага к его длине — один к полутора. Отношение ширины белой полосы к ширине флага — один к семи.

История флага
Впервые ведомственные таможенные флаги в Российской империи были введены в 1827 году в двух вариантах.
Флаг, прообразом которого стал военно-морской (Андреевский флаг), использовался в Российской империи с 2 (24) сентября 1827 года по 1 (13) марта 1871 года, как «Флаг на таможенных зданиях и судах»:

…представить на Высочайшее усмотрение рисунок флага светлозелёного с белым Андреевским крестом. 

…поставить оный, как на строениe Кронштадтской Таможни, так и на других Таможенных строениях, где на сие есть приготовления или сделаны быть могут, особенно при портах; поднимать же и спускать оный при начале и окончании ежедневных действий; равно иметь таковый флаг на всех таможенных судах, когда нет надобности действовать скрытно; подобно сему должны быть и флюгери на объездчичьих пиках светло-зелёные и белые пополам, вместо назначенных светлозелёных и чёрных.

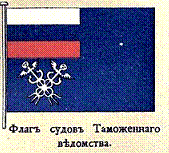
Таможенный флаг Великого княжества Финляндского (1827—1871) и Российской империи (1871—1917)

Вторым вариантом российского таможенного флага было использовавшееся в Великом княжестве Финляндском прямоугольное синее полотнище, соединившее в себе цвета российского коммерческого флага с символикой таможенного ведомства — положенными накрест и перевитыми змеями двумя жезлами Меркурия (кадуцеями).
В 1871 году по инициативе главнокомандующего военно-морским флотом генерал-адмирала Константина Николаевича было признано целесообразным исключить по принадлежности военного ведомства Андреевский флаг, используемый таможенными органами. С этого времени единым для всех таможенных учреждений Российской империи стал бывший финляндский таможенный флаг, просуществовавший без изменений вплоть до Революции.
Таможенными органами СССР в 1924—1989 годах использовался ведомственный флаг, представляющий собой Государственный флаг СССР, имеющий в правом нижнем углу два перекрещённых жезла Меркурия зелёного цвета в одну треть ширины флага.
В 1989 году был утверждён новый таможенный флаг СССР, отличавшийся от предыдущего тем, что два перекрещённых кадуцея были заменены эмблемой таможенных органов, представлявшей собой круг с изображением контура территории СССР, надписью «СССР», жезлом Меркурия, буквой «Т» в форме арки и надписью «таможенная служба». Но этот флаг просуществовал недолго: до распада СССР в 1991 году.
25 октября 1991 года, в целях обеспечения экономической основы суверенитета и государственной безопасности РСФСР и защиты интересов народа Российской Федерации, был образован Государственный таможенный комитет РСФСР, преобразованный в Федеральную таможенную службу (ФТС России) 11 марта 2004 года в рамках административной реформы, проводимой в соответствии с указом Президента Российской Федерации.
Таможенными органами Российской Федерации некоторое время использовалась прежняя символика, включавшая эмблему, в которой надпись «СССР» была заменена надписью «Россия». А 3 декабря 1994 года, в целях восстановления традиций таможенной службы, проведения воспитательной работы и соблюдения требований международного права в отношении морских, речных и воздушных судов таможенных органов Российской Федерации, указом Президента Российской Федерации были утверждены новые флаг, эмблема и вымпел Таможенных органов Российской Федерации (указ вступил в силу 19 декабря 1994 года). С этого времени снова применяется таможенный флаг с андреевским крестом, использовавшийся в 1827—1871 годах.

## Эмблема

Эмблема таможенных органов Российской Федерации с 1994 г.

На транспортных средствах таможенных органов Российской Федерации эмблемы размещаются симметрично с обеих сторон. При этом размеры эмблем определяются руководителем Федеральной таможенной службы России.
 Описание эмблемы

Эмблема таможенных органов Российской Федерации представляет собой факел и кадуцей золотистого цвета, расположенные накрест в поле ярко-зелёного геральдического щита с тонкой золотистой каймой. Форма щита — прямоугольная, с нижней стороны в виде фигурной скобки. Щит изображён на фоне золотистого цвета орла Государственного герба Российской Федерации (без щита со всадником на груди). Высота видимой части орла (до верхней части большой короны) равна высоте щита.

## Вымпел
Описание вымпела

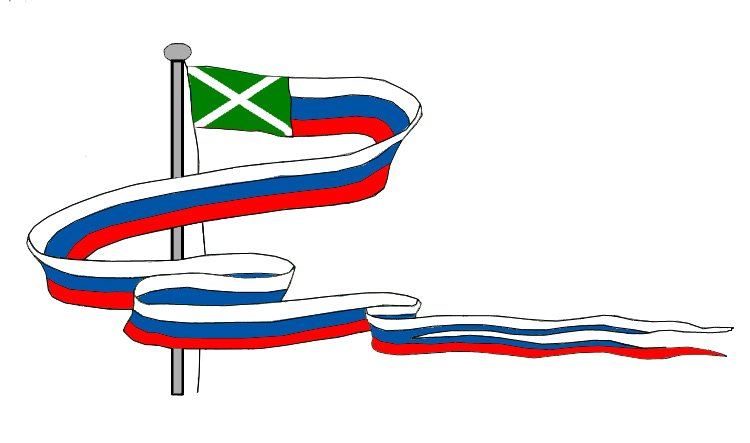
Вымпел морских и речных судов таможенных органов

Вымпел морских и речных судов таможенных органов Российской Федерации представляет собой узкую коническую полосу цветов Государственного флага Российской Федерации с косицами, имеющую у шкаторины флаг таможенных органов Российской Федерации.
Отношение ширины флага к длине вымпела — 1:12, ширины флага к его длине — 1:3. Длина выреза косиц равна 1/7 длины вымпела, растворение косиц составляет 1/2 ширины флага.